# Estancia (Ginastera)
Pour les articles homonymes, voir Estancia.
Estancia op. 8 est un ballet en un acte et cinq scènes d'Alberto Ginastera, composé en 1941 et créé en 1952.

## Histoire
La compagnie de ballet américaine Caravan, dirigée par Lincoln Kirstein, se produisait au Théâtre Colón à Buenos Aires en 1941, entre autres pour donner Billy the Kid d'Aaron Copland. Le premier ballet d'Alberto Ginastera, Panambí, avait été créé en 1940. L'apprenant, Kirstein commande à Ginastera un ballet en un acte sur la vie campagnarde en Argentine. Ginastera s'inspire de la vie des gauchos dans la pampa telle qu'elle est décrite dans le poème épique Martín Fierro de José Hernández. Le ballet ne peut être créé à temps, et Ginastera en tire une suite pour orchestre, créée le 12 mai 1943, à Buenos Aires, sous la direction de Ferruccio Calusio. Le ballet est finalement créé en 1952.

## Scènes
1. El amanecer
  - Introducción y escena
  - Pequeña danza
2. La mañana
  - Danza del trigo
  - Los trabajadores agrícolas
  - Los peones de hacienda - Entrada de los caballitos
  - Los puebleros
3. La tarde
  - Triste pampeano
  - La doma (Rodeo)
  - Idilio crepuscular
4. La Noche
5. El amanecer
  - Escena
  - Danza final (Malambo)[3]